# 笠原伸夫
笠原 伸夫（かさはら のぶお、1932年1月13日 - 2017年11月8日）は、日本近代文学研究者・文芸評論家。日本大学名誉教授。

## 経歴
北海道小樽市生まれ。1950年、日本大学第一高等学校卒業。1954年、日本大学文学部国文学科卒業。1979年、日本大学文理学部教授。2002年、同名誉教授。
はじめ歌作を行う。評論は中世文学から出発し、1967年、『中世の発見』『中世の美学』を刊行。その後、近代文学における情念に関心を寄せながら、『虚構と情念』『泉鏡花 美とエロスの構造』『谷崎潤一郎 宿命のエロス』などを刊行。現代短歌や現代俳句も論じている。

## 著書
- 『中世の発見』思潮社 1967
- 『中世の美学』桜楓社 1967
- 『美と悪の伝統』桜楓社 1969
- 『変貌する伝統』桜楓社 1971
- 『虚構と情念』国文社 1972
- 『地獄論』大和書房 1972
- 『泉鏡花 美とエロスの構造』至文堂 1976
- 『近代小説と夢』冬樹社 1978
- 『谷崎潤一郎 宿命のエロス』冬樹社 1980
- 『泉鏡花 エロスの繭』国文社 1988
- 『文明開化の光と影』新典社（叢刊・日本の文学）1989
- 『評釈「天守物語」 妖怪のコスモロジー』国文社 1991
- 『幻想の水脈から 物語の古層の露出するとき』桜楓社 1993
- 『評伝泉鏡花』白地社（コレクション人と作品）1995
- 『銀河と地獄-西川徹郎論』西川徹郎文學館新書 2009

### 共編著
- 『黒い帆 歌集』倉持正夫、谷野耿太郎共著 新興出版社 1951
- 『現代小説事典』大久保典夫共編 至文堂 1974